# Hikaru Mita
Hikaru Mita (jap. 三田 光 Mita Hikaru; ur. 1 sierpnia 1981) – japoński piłkarz występujący na pozycji obrońcy.

## Kariera klubowa
Od 2000 do 2012 roku występował w klubach FC Tokyo, Albirex Niigata, Vegalta Sendai, Shonan Bellmare, Tokushima Vortis i FC Gifu.